# Gabriel (football, 1990)
Pour les articles homonymes, voir Gabriel.
Gabriel Armando de Abreu, dit Gabriel ou Gabriel Paulista, né le 26 novembre 1990 à São Paulo, est un footballeur brésilien qui évolue au poste de défenseur central au Beşiktaş JK.

## Carrière en club

### Vitória
Né à São Paulo, Gabriel rejoint les jeunes du Vitória en 2009 du Club d'Atlético Taboão da Serra, après avoir échoué aux essais de Grêmio Barueri Futebol Ltda et du Santos Futebol Clube. Il joue également son premier match en Série A le 15 mai en remplaçant Vilson Xavier face à Clube de Regatas do Flamengo (score final 1-1).
En août 2010, Gabriel fait ses deux premières apparitions en Coupe du Brésil 2010 finale contre Santos Futebol Clube, mais en jouant au poste d’arrière droit. À partir de ce jour-là, il commence tous ses matches à ce poste (35 matchs en Série A au poste d'arrière droit).
Le 6 septembre 2012, Gabriel prolonge son contrat jusqu'en 2016. Il a été élu meilleur défenseur central du Championnat de Bahia en 2013, étant également couronné champion.

### Villarreal
Le 15 août 2013, Gabriel rejoint la Liga en signant à Villarreal un contrat de cinq ans pour un montant d'environ 3 millions d'euros. 
Il fait ses débuts le 10 novembre 2013 contre l'Atlético Madrid, une rencontre qui se terminera par un match nul.
Gabriel dispute 18 matchs de championnat lors de sa première saison en Liga aux côtés de Chechu Dorado, terminant sixième du championnat et se qualifiant pour la Ligue Europa. Il fait ses débuts dans cette compétition le 21 août 2014 lors d'une victoire à l'extérieur contre le FC Astana (victoire 3-0).

### Arsenal
Le 26 janvier 2015, Gabriel rejoint Arsenal pour 20 millions d'euros. Il avoue aussi qu'il rêvait de jouer en Premier League.

## Statistiques
| Saison                | Club                  | Championnat           | Championnat | Championnat | Coupe(s) nationale(s) | Coupe(s) nationale(s) | Supercoupe | Supercoupe | Compétition(s) continentale(s) | Compétition(s) continentale(s) | Compétition(s) continentale(s) | Autres | Autres | Total | Total |
| Saison                | Club                  | Division              | M.          | B.          | M.                    | B.                    | M.         | B.         | Comp.                          | M.                             | B.                             | M.     | B.     | M.    | B.    |
| 2010                  | EC Vitória            | Série A               | 11          | 0           | 2                     | 0                     | 0          | 0          | -                              | 8                              | 0                              | 1      | 0      | 22    | 0     |
| 2011                  | EC Vitória            | Série B               | 17          | 0           | 0                     | 0                     | 0          | 0          | -                              | -                              | -                              | 10     | 0      | 27    | 0     |
| 2012                  | EC Vitória            | Série B               | 35          | 0           | 5                     | 0                     | 0          | 0          | -                              | -                              | -                              | 17     | 4      | 57    | 4     |
| 2013                  | EC Vitória            | Série A               | 14          | 1           | 3                     | 0                     | 0          | 0          | -                              | -                              | -                              | 18     | 2      | 35    | 3     |
| Sous-total            | Sous-total            | Sous-total            | 77          | 1           | 10                    | 0                     | 0          | 0          | -                              | 8                              | 0                              | 46     | 6      | 141   | 7     |
| 2013-2014             | Villarreal CF         | Liga                  | 18          | 0           | 3                     | 0                     | 0          | 0          | -                              | -                              | -                              | -      | -      | 21    | 0     |
| 2014-2015             | Villarreal CF         | Liga                  | 19          | 0           | 2                     | 0                     | 0          | 0          | C3                             | 8                              | 0                              | -      | -      | 29    | 0     |
| Sous-total            | Sous-total            | Sous-total            | 37          | 0           | 5                     | 0                     | 0          | 0          | -                              | 8                              | 0                              | -      | -      | 50    | 0     |
| 2014-2015             | Arsenal FC            | Premier League        | 6           | 0           | 2                     | 0                     | 0          | 0          | C1                             | 0                              | 0                              | -      | -      | 8     | 0     |
| 2015-2016             | Arsenal FC            | Premier League        | 21          | 1           | 4                     | 0                     | 0          | 0          | C1                             | 4                              | 0                              | -      | -      | 29    | 1     |
| 2016-2017             | Arsenal FC            | Premier League        | 19          | 0           | 6                     | 0                     | 0          | 0          | C1                             | 2                              | 0                              | -      | -      | 27    | 0     |
| Sous-total            | Sous-total            | Sous-total            | 46          | 1           | 12                    | 0                     | 1          | 0          | -                              | 6                              | 0                              | -      | -      | 65    | 1     |
| 2017-2018             | Valence CF            | Liga                  | 30          | 0           | 7                     | 0                     | -          | -          | -                              | -                              | -                              | -      | -      | 37    | 0     |
| 2018-2019             | Valence CF            | Liga                  | 30          | 1           | 5                     | 0                     | -          | -          | C1+C3                          | 5+6                            | 0                              | -      | -      | 46    | 1     |
| 2019-2020             | Valence CF            | Liga                  | 33          | 0           | 2                     | 0                     | 1          | 0          | C1                             | 6                              | 0                              | -      | -      | 42    | 0     |
| 2020-2021             | Valence CF            | Liga                  | 31          | 4           | 1                     | 0                     | -          | -          | -                              | -                              | -                              | -      | -      | 32    | 4     |
| 2021-2022             | Valence CF            | Liga                  | 19          | 1           | 2                     | 0                     | -          | -          | -                              | -                              | -                              | -      | -      | 21    | 1     |
| 2022-2023             | Valence CF            | Liga                  | 21          | 1           | 2                     | 0                     | 1          | 0          | -                              | -                              | -                              | -      | -      | 24    | 1     |
| 2023-2024             | Valence CF            | Liga                  | 18          | 0           | 0                     | 0                     | 1          | 0          | -                              | -                              | -                              | -      | -      | 19    | 0     |
| Sous-total            | Sous-total            | Sous-total            | 185         | 7           | 18                    | 0                     | 1          | 0          | -                              | 17                             | 0                              | -      | -      | 221   | 7     |
| 2023-2024             | Atlético Madrid       | Liga                  | 6           | 0           | 0                     | 0                     | -          | -          | C1                             | -                              | -                              | -      | -      | 6     | 0     |
| 2024-2025             | Besiktas JK           | Süper Lig             | 20          | 1           | 1                     | 0                     | 1          | 0          | C3                             | 5                              | 0                              | -      | -      | 27    | 1     |
| 2025-2026             | Besiktas JK           | Süper Lig             | 1           | 0           | 0                     | 0                     | -          | -          | C3+C4                          | 2+2                            | 0                              | -      | -      | 5     | 0     |
| Sous-total            | Sous-total            | Sous-total            | 21          | 1           | 1                     | 0                     | 1          | 0          | -                              | 9                              | 0                              | -      | -      | 32    | 1     |
| Total sur la carrière | Total sur la carrière | Total sur la carrière | 369         | 10          | 46                    | 0                     | 2          | 0          | -                              | 48                             | 0                              | 46     | 6      | 511   | 16    |

## Palmarès

### Club
- Vitória
  - Champion de Bahia en 2010 et 2013
  - Vainqueur de la Copa do Nordeste en 2010
- Arsenal
  - Vainqueur de la FA Cup en 2015 et 2017
  - Vainqueur du Community Shield en 2015

- Valence CF
  - Vainqueur de la Coupe d'Espagne en 2019

- Besiktas JK
  - Vainqueur de la Supercoupe de Turquie en 2024

### Individuel
- Meilleur défenseur du Championnat de Bahia en 2012 et 2013